# Кэрриер, Ричард
Ричард Севантис Кэрриер (англ. Richard Cevantis Carrier; род. 1 декабря 1969) — американский историк, активист и пропагандист атеистического движения, автор, и блогер. Имеет докторскую степень по древней истории от Колумбийского университета, где защитил диссертацию по истории античной науки. Он является ведущим сторонником мифологической теории в современной библеистике.
Ричард Кэрриер первоначально стал известен как последовательный сторонник атеизма и материализма, автор статей для сайта «The Secular Web». В дальнейшем, в защиту своих тезисов им была написана книга  «Разум и доброта без Бога».
Наибольшую знаменитость Кэрриер приобрел как сторонник теории мифологического происхождения Иисуса Христа. На данную тему Кэрриером было написано две книги «Доказывая историю» и «Об историчности Иисуса Христа». Первая из этих книг предлагает основанную на теореме Байеса методологию как стандарт для любого исторического исследования. Во второй книге Керриер применяет данную методологию к вопросу об историчности Иисуса Христа и выдвигает аргументы в защиту мифологической теории.

## Работа
Кэрриер защитил докторскую степень по древней истории в Колумбийском университете в 2008 году. Темой его диссертации стала натурфилософия в истории Древнего Рима. Является автором многих научных статей в исторических журналах и выступал как соавтор в написании нескольких научных работах (см. список ниже). В прошлом редактор и один из авторов портала «The Secular Web.

### Публичные дебаты
Кэрриер участвовал во многих дебатах  посвящённым вопросам материализма, попыткам рационального объяснения чудес в христианстве и по общей исторической достоверности Библии. Кэрриер принимал участие в дебатах с Майком Р. Ликоной на тему воскресения Иисуса Христа, проходивших в Калифорнийском университете Лос Анджелеса 19 апреля 2004 года. Керриер полемизировл с атеистом Дженнифер Рот в интернете о моральных аспектах  аборта. Он защищал материализм в дебатах с Томом Ванчиком и Хассанаин Ражабали. Он полемизировал с Дэвидом Маршаллом на тему исторической достоверности Нового Завета.
Дебаты с Уильямом Лейном Крейгом транслировались в рамках телешоу Ли Стробела «Вера под огнём».

### Об источниках в христианстве
В написанной им главе для книги «Пустой гроб«Вера под огнём», Кэрриер утверждает, что ранние христиане, вероятно, считали, что Иисус воскресал в духовном смысле и, что рассказы об исчезновении его тела из гробницы были разработаны позже. Он также находит менее вероятной, но приемлемой версию, в рамках которой тело Христа было похищено или перемещено. С критикой этой работы выступили профессор философии Стивен Т. Дэвис в книге Philosophia Christi а также христианский апологет Норманом Гайслером.
Несмотря на то, что сам Кэрриер изначально скептически относился к мифологической теории, к концу 2005 года он приходит к выводу, что «очень вероятно, что Иисус в действительности никогда не существовал, как историческая личность.» Он также объявил, что «несмотря на то, что я предвижу растущее неприятие, среди специалистов, против предположения о неисторичности [Иисуса], как я объяснил, эта теория остается лишь гипотезой, которая еще должна пережить экспертную оценку.»
В первой крупной книге Кэрриера, Доказывая историю: Теорема Байеса и поиски исторического Иисуса, опубликованной в 2012 году издательством «Prometheus Books», он описывает применение теоремы Байеса к историческому расследованию в целом и к историчности Иисуса из Назарета в частности.
В июне 2014 года, книга Кэрриера Об Историчности Иисуса Христа: почему может быть основа для сомнения была опубликована издательством Шеффилд Феникс пресс. Он утверждает, что эта книга является «первой детальной книгой о теории мифологичности Христа из когда-либо изданных в  уважаемых академических издательствах и, между прочим, под экспертной оценкой.»

## Публикации

### Избранные статьи
- "Flash! Fox News Reports that Aliens May Have Built the Pyramids of Egypt!". Skeptical Inquirer 23.5 (September–October 1999).
- "The Guarded Tomb of Jesus and Daniel in the Lion's Den: An Argument for the Plausibility of Theft". Journal of Higher Criticism 8.2 (Fall 2001).
- "Pseudohistory in Jerry Vardaman's Magic Coins: The Nonsense of Micrographic Letters". Skeptical Inquirer 26.2 (March–April 2002) and 26.4 (July–August 2002).
- "The Function of the Historian in Society". The History Teacher 35.4 (August 2002).
- "Hitler's Table Talk: Troubling Finds". German Studies Review 26.3 (October 2003).
- "The Argument from Biogenesis: Probabilities Against a Natural Origin of Life". Biology & Philosophy 19.5 (November 2004).
- "Whence Christianity? A Meta-Theory for the Origins of Christianity". Journal of Higher Criticism 11.1 (Spring 2005).
- "Fatal Flaws in Michael Almeida's Alleged 'Defeat' of Rowe's New Evidential Argument from Evil". Philo 10.1 (Spring-Summer 2007).
- "On Defining Naturalism as a Worldview". Free Inquiry 30.3 (April/May 2010).
- "Thallus and the Darkness at Christ's Death". Journal of Greco-Roman Christianity and Judaism 8 (2011–2012).
- "Origen, Eusebius, and the Accidental Interpolation in Josephus, Jewish Antiquities 20.200". Journal of Early Christian Studies 20.4 (Winter 2012).
- "The Prospect of a Christian Interpolation in Tacitus, Annals 15.44". Vigiliae Christianae 68 (2014).

### Книги и главы
- Jesus from Outer Space: What the Earliest Christians Really Believed about Christ (Pitchstone Publishing, 2020) ISBN 978-1-634-31194-6
- The Scientist in the Early Roman Empire (Pitchstone Publishing, 2017) ISBN 9781634311069.
- Science Education in the Early Roman Empire (Pitchstone Publishing, 2016) ISBN 9781634310901.
- On the Historicity of Jesus: Why We Might Have Reason for Doubt  (Sheffield Phoenix Press, 2014) ISBN 978-1-909697-49-2

ISBN 978-1-909697-35-5
- Hitler Homer Bible Christ: The Historical Papers of Richard Carrier 1995–2013  (Richmond, CA: Philosophy Press, 2014) ISBN 978-1-49356-712-6
- Proving History: Bayes's Theorem and the Quest for the Historical Jesus  (Amherst, NY: Prometheus Books, 2012) ISBN 978-1-61614-559-0
- Chapter: "How Not to Defend Historicity", in Bart Ehrman and the Quest of the Historical Jesus of Nazareth, (Cranford, NJ: American Atheist Press 2013) ISBN 978-1578840199
- Why I Am Not a Christian: Four Conclusive Reasons to Reject the Faith  (Philosophy Press, 2011) ISBN 978-1-45658-885-4
- Chapters: "Christianity's success was not incredible", "Neither life nor the universe appear intelligently designed", "Moral facts naturally exist (and science could find them)" in The End of Christianity edited by John W. Loftus (Amherst, NY: Prometheus Books 2011) ISBN 978-1-61614-413-5.
- Chapters: "Why the resurrection is unbelievable", "Christianity was not responsible for modern science" in The Christian Delusion edited by John W. Loftus (Amherst, NY: Prometheus Books 2010) ISBN 978-1-61614-168-4.
- Chapters: "Bayes's Theorem for Beginners: Formal Logic and Its Relevance to Historical Method", in Sources of the Jesus Tradition: Separating History from Myth ed. R. Joseph Hoffmann (Amherst, NY: Prometheus Books 2010).
- Not the Impossible Faith, Why Christianity Didn't Need a Miracle to Succeed  (2009) ISBN 978-0-557-04464-1
- "Abortion Cannot be Regarded as Immoral". In The Abortion Controversy (edited by Lucinda Almond) Greenhaven Press (2007) ISBN 0-7377-3274-1.
- Chapters: "The Spiritual Body of Christ and the Legend of the Empty Tomb", "The Plausibility of Theft", "The Burial of Jesus in Light of Jewish Law". In The Empty Tomb: Jesus Beyond The Grave (edited by Robert M. Price and Jeffery Jay Lowder) Prometheus Books (2005) ISBN 1-59102-286-X
- Sense and Goodness without God: A Defense of Metaphysical Naturalism. AuthorHouse (2005) ISBN 1-4208-0293-3.
- Entries on "Epicurus", "Lucretius", "Philodemus", "Second Sophistic", and "Soranus of Ephesus" in Encyclopedia of the Ancient World (edited by Thomas J. Sienkewicz). Salem Press (2002). ISBN 0-89356-038-3.